# Charakteristisches Polynom
Das charakteristische Polynom (CP) ist ein Begriff aus dem mathematischen Teilgebiet der linearen Algebra. Dieses Polynom, das für quadratische Matrizen und Endomorphismen endlichdimensionaler Vektorräume definiert ist, gibt Auskunft über einige Eigenschaften der Matrix bzw. der linearen Abbildung.
Die Gleichung, in der das charakteristische Polynom gleich null gesetzt wird, wird manchmal Säkulargleichung genannt. Ihre Lösungen sind die Eigenwerte der Matrix bzw. der linearen Abbildung. Eine Matrix, in ihr charakteristisches Polynom eingesetzt, ergibt die Nullabbildung (Satz von Cayley-Hamilton).

## Definition
Das charakteristische Polynom {\displaystyle \chi _{A}} einer quadratischen {\displaystyle n\times n}-Matrix {\displaystyle A} mit Einträgen aus einem Körper {\displaystyle \mathbb {K} } wird definiert durch:
{\displaystyle \chi _{A}(\lambda ):=\det(\lambda E_{n}-A)}
Hierbei bezeichnet {\displaystyle E_{n}} die {\displaystyle n}-dimensionale Einheitsmatrix und {\displaystyle \det } die Determinante. Die Matrix {\displaystyle \lambda E_{n}-A} wird auch als charakteristische Matrix von {\displaystyle A} bezeichnet.
Die Definition des charakteristischen Polynoms als {\displaystyle \det(A-\lambda E_{n})} ist ebenfalls gebräuchlich. Für ungerades {\displaystyle n} unterscheidet sie sich durch den Faktor {\displaystyle -1} von der obigen Definition, das heißt, das Polynom ist dann nicht mehr normiert.
Ist {\displaystyle V} ein {\displaystyle n}-dimensionaler {\displaystyle \mathbb {K} }-Vektorraum und {\displaystyle \varphi \colon V\to V} ein Endomorphismus, dann ist das charakteristische Polynom {\displaystyle \chi _{\varphi }} gegeben durch:
{\displaystyle \chi _{\varphi }(\lambda )=\det(\lambda \cdot \mathrm {id} _{V}-\varphi )=\chi _{A}(\lambda ),}
wobei {\displaystyle A} eine Darstellungsmatrix des Endomorphismus {\displaystyle \varphi } bzgl. einer Basis ist. Das charakteristische Polynom von {\displaystyle \varphi } hängt nicht von der gewählten Basis ab.
Das charakteristische Polynom ist ein normiertes Polynom {\displaystyle n}-ten Grades aus dem Polynomring {\displaystyle \mathbb {K} [\lambda ]}. Die Notation für das charakteristische Polynom ist sehr uneinheitlich, andere Varianten sind beispielsweise {\displaystyle \operatorname {CP} _{A}(\lambda )} oder bei Bourbaki {\displaystyle \operatorname {Pc} _{A}(\lambda )}.

## Zusammenhang mit Eigenwerten
Das charakteristische Polynom spielt eine wichtige Rolle bei der Bestimmung der Eigenwerte einer Matrix, denn die Eigenwerte sind genau die Nullstellen des charakteristischen Polynoms.
Auch wenn man zum expliziten Berechnen des charakteristischen Polynoms immer eine Basis und damit eine Darstellungsmatrix auswählt, hängen das Polynom wie auch die Determinante nicht von dieser Wahl ab.
Um zu zeigen, dass die Eigenwerte gerade die Nullstellen des charakteristischen Polynoms sind, geht man folgendermaßen vor:
Es sei {\displaystyle \lambda \in \mathbb {K} } und {\displaystyle A} eine {\displaystyle n\times n}-Matrix über {\displaystyle \mathbb {K} }. Dann gelten die folgenden Äquivalenzen:
{\displaystyle \lambda } ist ein Eigenwert von {\displaystyle A}.
{\displaystyle \Leftrightarrow } Es gibt ein {\displaystyle x\in \mathbb {K} ^{n},x\neq 0} mit {\displaystyle Ax=\lambda x}.
{\displaystyle \Leftrightarrow } Es gibt ein {\displaystyle x\in \mathbb {K} ^{n},x\neq 0} mit {\displaystyle (\lambda E-A)x=0}.
{\displaystyle \Leftrightarrow } Der Kern von {\displaystyle \lambda E-A} besteht nicht nur aus dem Nullvektor, d. h. {\displaystyle \mathrm {ker} (\lambda E-A)\neq \{0\}}
{\displaystyle \Leftrightarrow } Die durch {\displaystyle \lambda E-A} induzierte lineare Abbildung ist nicht injektiv
{\displaystyle \Leftrightarrow \lambda E-A} ist nicht invertierbar.
{\displaystyle \Leftrightarrow \det(\lambda E-A)=0}
{\displaystyle \Leftrightarrow } {\displaystyle \lambda } ist Nullstelle des charakteristischen Polynoms von {\displaystyle A}.

## Numerisches Beispiel
Gesucht ist das charakteristische Polynom der Matrix
{\displaystyle A={\begin{pmatrix}1&0&1\\2&2&1\\4&2&1\end{pmatrix}}.}
Gemäß der obigen Definition rechnet man wie folgt:
{\displaystyle {\begin{aligned}\chi _{A}(\lambda )&=\det(\lambda E-A)\\&=\det {\begin{pmatrix}\lambda -1&0&-1\\-2&\lambda -2&-1\\-4&-2&\lambda -1\end{pmatrix}}\\&=\lambda ^{3}-4\lambda ^{2}-\lambda +4\\&=(\lambda -1)(\lambda +1)(\lambda -4).\end{aligned}}}
Damit sind 1, −1 und 4 die Nullstellen des charakteristischen Polynoms {\displaystyle \chi _{A}(\lambda )} und somit auch die Eigenwerte der Matrix {\displaystyle A}. Da jede Nullstelle die Multiplizität 1 hat, ist in diesem Beispiel das charakteristische Polynom zugleich das Minimalpolynom.

## Formeln für die Koeffizienten
Es gibt verschiedene Möglichkeiten, die Koeffizienten {\displaystyle c_{n-k}} des charakteristischen Polynoms {\displaystyle \chi _{A}(\lambda )} zu charakterisieren.
In den folgenden Darstellungen ist {\displaystyle \textstyle \mathrm {tr} (A):=\sum _{i=1}^{n}a_{ii}} die sogenannte Spur einer quadratischen Matrix {\displaystyle A\in R^{n\times n}}

### Charakterisierung der Koeffizienten als Lösung eines linearen Gleichungssystems
Die Koeffizienten {\displaystyle c_{n-k}} des charakteristischen Polynoms kann man durch Lösen des folgenden linearen Gleichungssystem ermitteln.
{\displaystyle \left[{\begin{matrix}1&0&0&\cdots &0\\\operatorname {tr} A&2&0&\ddots &\vdots \\\operatorname {tr} A^{2}&\operatorname {tr} A&3&\ddots &0\\\vdots &\vdots &\ddots &\ddots &\vdots \\\operatorname {tr} A^{n-1}&\operatorname {tr} A^{n-2}&\cdots &\operatorname {tr} A&n\end{matrix}}\right]\left[{\begin{matrix}c_{n-1}\\[0.21cm]c_{n-2}\\[0.21cm]c_{n-3}\\[0.21cm]\vdots \\c_{0}\end{matrix}}\right]=\left[{\begin{matrix}-\operatorname {tr} A\\[0.21cm]-\operatorname {tr} A^{2}\\[0.21cm]-\operatorname {tr} A^{3}\\[0.21cm]\vdots \\-\operatorname {tr} A^{n}\end{matrix}}\right]}
Dies lässt sich damit begründen, dass das System eine kompakte äquivalente Formulierung des Algorithmus von Faddejew-Leverrier ist.
Da die Koeffizienten-Matrix eine linke untere Dreiecksmatrix ist, kann das lineare Gleichungssystem sukzessive durch Vorwärtseinsetzen gelöst werden und es lässt sich folgende allgemeine Formel für die {\displaystyle c_{n-k}}
angeben:
{\displaystyle {\begin{aligned}c_{n-k}=&\;\;\;\;{\frac {1}{k}}\left(-\operatorname {tr} A^{k}-\sum _{i=1}^{k-1}\operatorname {tr} A^{i}\cdot c_{n-k+i}\right)\\=&-{\frac {1}{k}}\sum _{i=1}^{k}\operatorname {tr} A^{i}\cdot c_{n-k+i}\end{aligned}}}

### Darstellung der Koeffizienten durch Determinanten
Man kann nun entweder durch Anwenden der Cramerschen Regel auf das obige LGS oder -- völlig unabhängig davon -- mit Hilfe der Plemelj-Smithies-Formeln folgende Darstellung gewinnen:
{\displaystyle c_{n-k}={\frac {(-1)^{k}}{k!}}\;{\begin{vmatrix}\operatorname {tr} A&k-1&0&\cdots &0\\\operatorname {tr} A^{2}&\operatorname {tr} A&k-2&\ddots &\vdots \\\vdots &\vdots &\ddots &\ddots &0\\\operatorname {tr} A^{k-1}&\operatorname {tr} A^{k-2}&\cdots &\operatorname {tr} A&1\\\operatorname {tr} A^{k}&\operatorname {tr} A^{k-1}&\cdots &\operatorname {tr} A^{2}&\operatorname {tr} A\end{vmatrix}}~.}

### Darstellung der Koeffizienten mit Hilfe von Bell-Polynomen
Ebenfalls aus den Plemelj-Smithies-Formeln folgt folgende äquivalente Darstellung mit vollständigen Bell-Polynomen:
{\displaystyle c_{n-k}={\frac {(-1)^{k}}{k!}}\;{\mathcal {B}}_{k}{\Bigl (}0!~\operatorname {tr} A,-1!~\operatorname {tr} A^{2},2!~\operatorname {tr} A^{3},\ldots ,(-1)^{k-1}(k-1)!~\operatorname {tr} A^{k}{\Bigr )}}

### Beispiele
1. Beispiel: {\displaystyle n=1}
Es ist {\displaystyle {\mathcal {B}}_{0}=1} und {\displaystyle {\mathcal {B}}_{1}(x_{1})=x_{1}}.
Daraus folgt:
{\displaystyle c_{1}=c_{1-0}={\frac {(-1)^{0}}{0!}}\;{\mathcal {B}}_{0}=1}
{\displaystyle c_{0}=c_{1-1}={\frac {(-1)^{1}}{1!}}\;{\mathcal {B}}_{1}\left(0!~\operatorname {tr} A\right)=-~\operatorname {tr} A}
{\displaystyle \chi _{A}(\lambda )\;=\lambda -~\operatorname {tr} A}
2. Beispiel: {\displaystyle n=2}
Es ist {\displaystyle {\mathcal {B}}_{0}=1}, {\displaystyle {\mathcal {B}}_{1}(x_{1})=x_{1}} und {\displaystyle {\mathcal {B}}_{2}(x_{1},x_{2})=x_{1}^{2}+x_{2}}.
Daraus folgt:
{\displaystyle c_{2}=c_{2-0}={\frac {(-1)^{0}}{0!}}\;{\mathcal {B}}_{0}=1}
{\displaystyle c_{1}=c_{2-1}={\frac {(-1)^{1}}{1!}}\;{\mathcal {B}}_{1}\left(0!~\operatorname {tr} A\right)=-~\operatorname {tr} A}
{\displaystyle c_{0}=c_{2-2}={\frac {(-1)^{2}}{2!}}\;{\mathcal {B}}_{2}\left(0!~\operatorname {tr} A,-1!~\operatorname {tr} A^{2}\right)={\frac {1}{2}}\left((\operatorname {tr} A)^{2}-\operatorname {tr} A^{2}\right)}
{\displaystyle \chi _{A}(\lambda )\;=\lambda ^{2}-\operatorname {tr} A\;\lambda +{\frac {1}{2}}\left((\operatorname {tr} A)^{2}-\operatorname {tr} A^{2}\right)}
3. Beispiel: {\displaystyle n=3}
Es ist {\displaystyle {\mathcal {B}}_{0}=1}, {\displaystyle {\mathcal {B}}_{1}(x_{1})=x_{1}} , {\displaystyle {\mathcal {B}}_{2}(x_{1},x_{2})=x_{1}^{2}+x_{2}} und {\displaystyle {\mathcal {B}}_{3}(x_{1},x_{2},x_{3})=x_{1}^{3}+3x_{1}x_{2}+x_{3}}.
Daraus folgt:
{\displaystyle c_{3}=c_{3-0}={\frac {(-1)^{0}}{0!}}\;{\mathcal {B}}_{0}=1}
{\displaystyle c_{2}=c_{3-1}={\frac {(-1)^{1}}{1!}}\;{\mathcal {B}}_{1}\left(0!~\operatorname {tr} A\right)=-~\operatorname {tr} A}
{\displaystyle c_{1}=c_{3-2}={\frac {(-1)^{2}}{2!}}\;{\mathcal {B}}_{2}\left(0!~\operatorname {tr} A,-1!~\operatorname {tr} A^{2}\right)={\frac {1}{2}}\left((\operatorname {tr} A)^{2}-\operatorname {tr} A^{2}\right)}
{\displaystyle c_{0}=c_{3-3}={\frac {(-1)^{3}}{3!}}\;{\mathcal {B}}_{3}\left(0!~\operatorname {tr} A,-1!~\operatorname {tr} A^{2},2!~\operatorname {tr} A^{3}\right)=-{\frac {1}{6}}\left((\operatorname {tr} A)^{3}-3\operatorname {tr} A\operatorname {tr} A^{2}+2\operatorname {tr} A^{3}\right)}
{\displaystyle \chi _{A}(\lambda )\;=\lambda ^{3}-\operatorname {tr} A\;\lambda ^{2}+{\frac {1}{2}}\left((\operatorname {tr} A)^{2}-\operatorname {tr} A^{2}\right)\lambda -{\frac {1}{6}}\left((\operatorname {tr} A)^{3}-3\operatorname {tr} A\operatorname {tr} A^{2}+2\operatorname {tr} A^{3}\right)}

### Spezialfälle
Es gelten stets folgende Beziehungen:
- {\displaystyle c_{n}=1}
- {\displaystyle c_{n-1}=-~\operatorname {tr} A}
- {\displaystyle c_{0}=(-1)^{n}\operatorname {det} A}

## Algorithmen zur Ermittlung der Koeffizienten
Mit Hilfe geeigneter
Verfahren, wie z. B. dem Algorithmus von Faddejew-Leverrier oder dem Algorithmus von Samuelson-Berkowitz, lassen sich die Koeffizienten von {\displaystyle \chi _{A}(\lambda )} auch automatisiert (z. B. in einem Computerprogramm) ermitteln.

## Eigenschaften
- Die charakteristischen Polynome zweier ähnlicher Matrizen sind gleich. Die Umkehrung ist jedoch im Allgemeinen nicht richtig.
- Die Matrix {\displaystyle A} und ihre Transponierte besitzen dasselbe charakteristische Polynom.
- Nach dem Satz von Cayley-Hamilton ist eine Matrix Nullstelle ihres charakteristischen Polynoms:
{\displaystyle \chi _{A}\left(A\right)=0}.
- Das Minimalpolynom einer linearen Abbildung teilt deren charakteristisches Polynom.
- Ist {\displaystyle A} eine {\displaystyle m\times n}-Matrix und {\displaystyle B} eine {\displaystyle n\times m}-Matrix so gilt {\displaystyle \chi _{AB}(\lambda )\,\lambda ^{n}=\chi _{BA}(\lambda )\,\lambda ^{m}}.

| Beweis |
| Aus den Matrixgleichungen {\displaystyle {\begin{pmatrix}\lambda E_{m}&-A\\0&E_{n}\end{pmatrix}}\,{\begin{pmatrix}E_{m}&A\\B&\lambda E_{n}\end{pmatrix}}={\begin{pmatrix}\lambda E_{m}-AB&0\\B&\lambda E_{n}\end{pmatrix}}} {\displaystyle {\begin{pmatrix}\lambda E_{m}&0\\-B&E_{n}\end{pmatrix}}\,{\begin{pmatrix}E_{m}&A\\B&\lambda E_{n}\end{pmatrix}}={\begin{pmatrix}\lambda E_{m}&\lambda A\\0&\lambda E_{n}-BA\end{pmatrix}}} sowie der Regel {\displaystyle \det {\begin{pmatrix}T&0\\S&W\end{pmatrix}}=\det(T)\,\det(W)} folgt {\displaystyle \det(\lambda E_{m}-AB)\,\lambda ^{n}=\det {\begin{pmatrix}E_{m}&A\\B&\lambda E_{n}\end{pmatrix}}\,\lambda ^{m}=\det(\lambda E_{n}-BA)\,\lambda ^{m}}. ∎ |